# Джеймс Ватт
Джеймс Ватт (англ. James Watt; 19 січня 1736, Грінок — 19 серпня 1819, Гендсворт, графство Західний Мідленд) — шотландський винахідник-механік, член Лондонського королівського товариства, творець універсальної парової машини подвійної дії. Роботи Ватта поклали початок промислової революції спочатку в Англії, а потім і у всьому світі. Його ім'ям названа одиниця потужності — ват та Університет Геріот-Ватт в Единбурзі.

## Біографія

### Походження
Джеймс Ватт народився 19 січня 1736 року в Гріноку (шотландська область Ренфрюшир), морському порті в затоці Ферт-оф-Клайд. Прадід Дж. Ватта був родом з Абердиншира, займався сільським господарством. Під час громадянської війни 1644—1647 років він загинув, воюючи на боці ковенантерів. Його земля, майно і будинок були конфісковані, а його синові Томасу, діду Ватта, надали притулок родичі, що жили поблизу Грінока, на березі затоки Ферт-оф-Клайд. Томас Ватт був учителем математики та мореплавства, обіймав посади головного окружного судді, голови церковної ради і перебував на службі в барона Картсбурна.
Його син Джеймс, батько майбутнього винахідника, був корабельним теслею, власником суден і підрядником у суднобудуванні, тримав склад корабельних приладь, вів морську торгівлю, сам створював і ремонтував різноманітні прилади і механізми. Для Грінокської пристані він спорудив перший підіймальний кран. Служив також головним цивільним офіцером (англ. chief baillie) містечка. Його мати, Агнес Мюргед (англ. Agnes Muirhead), походила зі знатної сім'ї і мала добру освіту. Обоє батьків були пресвітеріанами і переконаними ковенантерами.

### Дитинство
Через проблеми із здоров'ям спочатку Джеймса вчили вдома. Мати навчила його читати, а письма та арифметики його навчив батько. По тому хлопець пішов до школи, де продемонстрував математичні здібності, однак слабке здоров'я і постійні нездужання поклали цьому край. Будучи підлітком, він захоплювався астрономією, хімічними дослідами, навчився все робити своїми руками, за що отримав від близьких звання «майстра-умільця». Батько подарував йому набір столярних інструментів, і Джеймс виготовляв моделі механізмів і пристроїв, які створював батько. Батьки не наполягали на обов'язковому навчанні в школі, вважаючи, що син сам може навчитися всього, чого побажає. Дж. Ватт-молодший не мав можливості проводити час в іграх з однолітками, єдиним його заняттям поза домом було рибальство. Більшу частину року він був обмежений стінами своєї кімнати, де навчався самостійно. Товариш його батька, побачивши одного разу, як хлопчик малював на печі крейдою якісь лінії і кути, запитав: «Навіщо ви дозволяєте дитині витрачати даремно час; чому б не послати його в школу?». Джеймс Ватт-старший відповів: «Не засуджуйте його так швидко; спершу розберіться, чим він зайнятий». Виявилося, що він шукав розв'язок задачі Евкліда.

### Освіта
Коли Ватту виповнилося 18 років, у нього померла мати. Справи батька, як і його здоров'я, похитнулися, і Ватт був змушений спробувати дбати про себе сам. Було вирішено, що Джеймс займеться ремеслом, пов'язаним із вимірювальними приладами. Оскільки в Шотландії навчитися такому заняттю було проблематично, Ватт на рік вирушив до Лондона. З великими труднощами в 1755 році його взяли на роботу практикантом у компанію Джона Моргана в Лондоні, що займалася виробництвом високоточних інструментів. Фінансові можливості давали йому змогу оплатити лише рік навчання. Так він опинився в Лондоні на нелегальному становищі, оскільки офіційно в учні його не зарахували (справжнє учнівство вимагало семи років навчання).
Ватт, не шкодуючи себе, занурився в роботу, віддаючи їй всі сили. Почавши з виготовлення звичайних лінійок і циркулів, він швидко перейшов до складніших інструментів. Скоро він уже був у змозі виготовити квадрант, сектор (англ. Sector або англ. Proportional compass), теодоліт. Він голодував і майже не виходив із дому: для цього не було часу, бо він цілий день працював на господаря, а вечорами й ранками йому доводилося виконувати роботу на замовлення, щоб якось заробити кошти і на себе. Крім того, оскільки він не мав офіційного статусу «учня», хлопця могли насильно завербувати до військового флоту або ж до флоту Ост-Індської компанії. Ваттові вдалося уникнути призову на Семирічну війну.

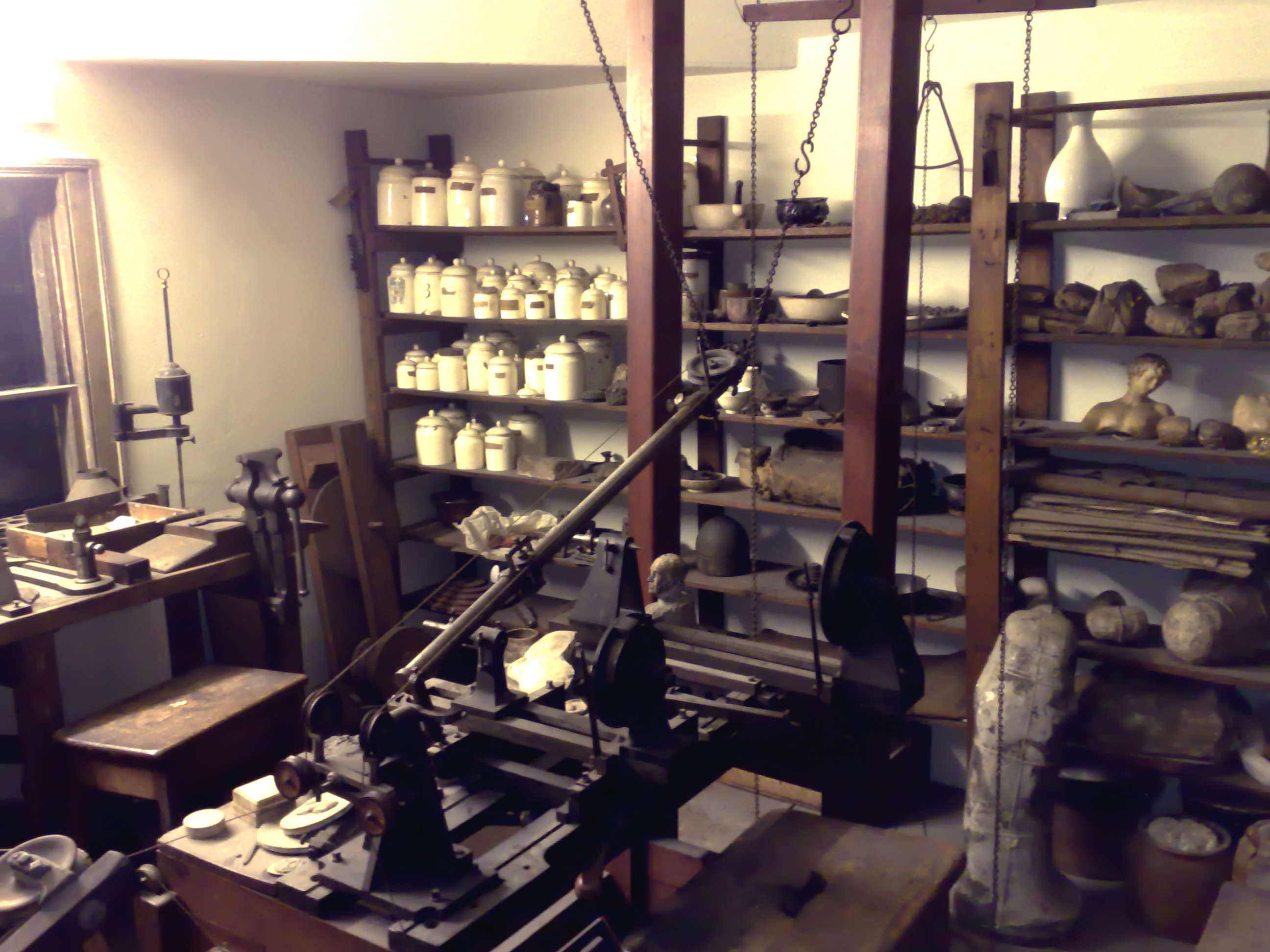
Майстерня Джеймса Ватта у Музеї науки (Лондон)

### Становлення
Після завершення практики через поганий стан здоров'я він повернувся до Шотландії. Ватт оселився у свого дядька по материнській лінії у Глазго і почав займатися виготовленням та ремонтом октантів, паралельних лінійок, барометрів, деталей телескопів та іншого обладнання. Однак спілка ремісників Глазго заборонила Ватту займатись цим видом діяльності, оскільки він, по суті, не отримав відповідної підготовки (англ. Apprenticeship) згідно з цеховими порядками, — навіть попри те, що він був єдиним майстром такої кваліфікації у Шотландії.
З безвиході Ватта врятував випадок. В Університет Глазго надійшла партія астрономічних інструментів, основи майбутньої обсерваторії Макфарлейна. Ці інструменти потребували чистки, встановлення та налаштування. Через свого дядька, професора східних мов і латини, Ватт мав знайомство з доктором Дікком, професором природничих наук. Користуючись його заступництвом, Ватт отримав роботу із впорядкування інструментарію. Для цього він створив при університеті невелику майстерню. Урешті-решт його було призначено майстром із виготовлення точних та оптичних приладів в Університеті Глазго, де він потоваришував із хіміком і першовідкривачем діоксиду вуглецю — Джозефом Блеком, що високо цінив талант майбутнього батька промислової революції і брав активну участь у його розробках; його другом також став відомий економіст Адам Сміт.
У 1759 році Ватт вступив у партнерські відносини з архітектором і бізнесменом Джоном Крейгом. Разом вони організували виробництво різних інструментів, включаючи музичні, та іграшок. Справа швидко набрала обертів, і Ватт позбувся нужди. Попит на продукцію давав хороший дохід, такий, що навіть з'явилася можливість наймати собі помічників (працювало до 16 осіб). Партнерство тривало шість років до смерті Крейга. По цьому один зі співробітників, Алекс Гарднер, урешті-решт взяв на себе бізнес, який проіснував до двадцятого століття.

### Сімейне життя
У 1764 році Ватт одружився з двоюрідною сестрою Маргарет (Пеггі) Міллер. З нею він прожив до її смерті при пологах у 1772 році. У них було п'ятеро дітей, лише двоє з яких дожили до дорослого віку: Джеймс-молодший (1769—1848) і Маргарет (1767—1796). Вдруге він одружився в 1777 році з Енн Мак-Грегор, з якою у нього було двоє дітей: Грегорі (1777—1804), який став геологом і мінерологом і Дженет (1779—1794). Енн пережила свого чоловіка, вона померла в 1832 році.

### Винахідництво
Ще в 1759 році приятель Ватта Джон Робінсон зацікавив його проблемами використання пари як джерела енергії руху. Парова машина Ньюкомена існувала вже 50 років, знаходячи застосування здебільшого для відпомповування води із шахт, проте за весь цей час вона жодного разу не була вдосконалена, і мало хто розбирався в принципі її роботи. Ватт почав з нуля дослідження із застосування пари, оскільки досі не стикався з цим питанням. Проте спроби створити робочу модель апарата закінчилися невдало. Йому вдалося спорудити лише щось на кшталт моделі парової машини Севері, використовуючи котел Папена. Утім, модель була настільки недосконалою, що Ватт припинив розробку.

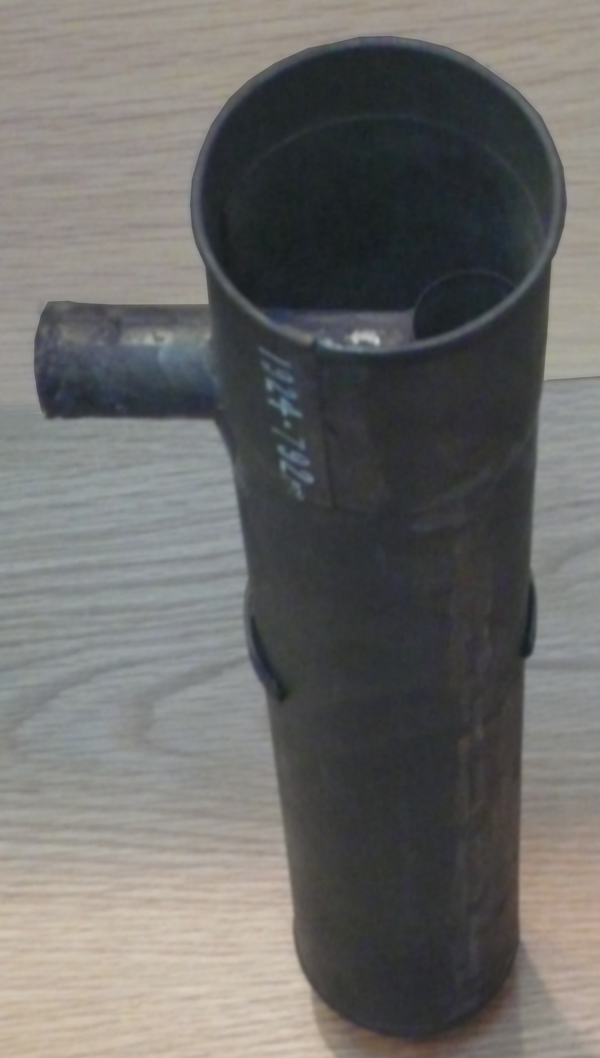
Перший конденсатор Дж. Ватта у Музеї науки (Лондон)

Шлях Ватта до всесвітньої слави почався зі звичайної, рутинної роботи. У 1763 році Джон Андерсон, професор Університету Глазго, доручив йому відремонтувати модель машини Ньюкомена, що використовувалась для помпування води. У нього нічого не виходило, поки Ватт не зрозумів, що винна не модель, а принципи, закладені в основу її роботи. Стало очевидним, що основний недолік машини Ньюкомена полягав у перемінному нагріванні й охолодженні парового циліндра: кожен наступний хід поршня вимагав нагрівання, з наступним охолодженням водяної пари аж до її конденсації. Ватт показав, що майже 3/4 енергії гарячої пари витрачаються неефективно: при кожному циклі пара повинна нагрівати циліндр, бо перед цим у циліндр надходила холодна вода, щоб сконденсувати пару для зменшення тиску. Таким чином енергія пари витрачалася на постійний розігрів циліндра, замість того, щоб бути перетвореною в механічну енергію.
Під час заміської прогулянки йому прийшла спало на думку:
Оскільки пара є пружним тілом, вона кинеться у вакуум. Якщо між циліндром і вихлопним пристроєм існуватиме сполучення, то пара проникне туди. Саме там її можна буде конденсувати, не охолоджуючи циліндр.
Більше того, циліндр може залишатися гарячим, а конденсор холодним, якщо їх розділити теплоізоляційним матеріалом. Так народилася ідея важливої частини парової машини — пароконденсатора, відокремленого від робочого циліндра. Крім того, Ватт зробив ще декілька удосконалень, що остаточно перетворили пароатмосферну машину у парову. На основі цих принципів Ватт збудував свою модель, яка дотепер збереглася в Музеї науки у Лондоні.
Завдяки підтримці промисловця Джона Ребака 5 січня 1769 року Ватт одержав патент № 913 на «способи зменшення споживання пари і внаслідок цього — палива у вогняних машинах», але побудувати парову машину йому довго не вдавалося. Основна складність полягала в тому, щоб змусити ефективно працювати поршень та циліндр. Металовиробництво того часу було не здатне забезпечити потрібну точність виготовлення. Машина зацікавила промисловця Метью Бултона, власника ливарного заводу в Бірмінгемі, але відсутність згоди між Робаком і Ваттом завадили впровадити розробку. На якийсь час Ватт втратив інтерес до парових двигунів і працював геодезистом на будівництві каналів.

### Перші парові машини
Лише в 1776 році парова машина Джеймса Ватта була побудована й успішно пройшла випробовування. Вона виявилася значно ефективнішою за машину Ньюкомена, споживаючи втричі менше вугілля.
У 1782 році Ватт створив нову машину — першу універсальну парову машину подвійної дії (патент № 1321). Кришку циліндра він оснастив винайденим незадовго до того сальниковим ущільненням, що забезпечувало вільний рух штока поршня без витоку пари з циліндра. Пара надходила у циліндр поперемінно то з однієї сторони поршня, то з другої. Тому поршень робив і робочий і зворотний хід за допомогою пари, чого не було у попередніх конструкціях парових машин. Розроблена Ваттом «ротативна парова машина» на основі запатентованого в 1781 році планетарного механізму (патент № 1306) спочатку широко застосовувалася для приведення в дію машин і верстатів прядильних і ткацьких фабрик, а пізніше й на інших промислових підприємствах. У 1785 році одна з перших машин Ватта була встановлена в Лондоні на пивоварному заводі Семюела Вітбреда для розмелювання солоду. Машина взяла на себе роботу 24 коней. Діаметр її циліндра становив 63 сантиметри, робочий хід поршня становив 1,83 м, а діаметр маховика сягав 4,27 м. Ця машина збереглась до наших днів.
У 1788 році Джеймс Ватт на основі пропозицій його партнера по бізнесу Метью Бултона уперше застосував відцентровий регулятор для стабілізації частоти обертання вихідного вала парової машини, що пізніше отримав назву «регулятор Ватта».
Таким чином, парова машина Ватта стала винаходом століття, що поклав початок промисловій революції. Парова машина завдяки економічності набула широкого використання і відіграла величезну роль у переході до машинного виробництва.

### Старість
Ватт був різнобічно обдарованим, легко вивчав мови, багато читав. Вальтер Скотт у передмові до одного зі своїх романів висловив здивування різнорідності пізнань Ватта, якого він знав в останні роки його життя.
На схилі років Ватт багато займався винайденим ним механізмом для копіювання скульптурних творів. Сам винахідник називав його ейдографом. Це механічне пристосування давало змогу копіювати барельєфи, медальйони, статуї, бюсти, посудини та інші речі складної форми з високою точністю. Роботу над цією машиною Ватт розпочав ще в кінці XVIII століття, але вдосконалити її вдалося лише під кінець життя.
Джеймс Ватт помер у 83-річному віці й був похований у парафіяльній церкві в Гендсворті. Незабаром у Вестмінстерському абатстві було встановлено пам'ятник Ватту, виконаний скульптором Френсісом Леггаттом Чантрі.

## Патентні війни
Хоча перший патент Ватт отримав у 1769 році, роботоздатний зразок машини було створено лише в 1775 році на цей час із 14 років виключного права на використання 6 вже пройшло. А потрібне ще було випробування і доведення машини до надійного варіанту. Вирішено було подати клопотання щодо продовження виключного права ще на 25 років. Використовуючи зв'язки і знайомства з впливовими людьми у Лондоні, цього вдалось добитися.
Умови, на яких встановлювались машини на копальнях, передбачали виплату власниками копалень автору винаходу премій за використання привілеїв у вигляді третини вартості зекономленого вугільного палива за розрахунками, що приводилися до одного робочого ходу машини. Власники часто йшли на обман, щоб не платити винагороди, через що Ватт не раз звертався до суду. Нарешті він придумав особливий лічильник робочих ходів, який встановлювався на кожній машині. Але попри це, частину коштів отримати так і не вдалося.
Ідея парової машини незабаром заволоділа умами інших винахідників. З урахуванням потенційного ринку їх збуту це не обіцяло комерційним інтересам Ватта і Болтона нічого хорошого. У 1779 році Вайсберг та Піккар отримали патент на застосування кривошипно-шатунного механізму в парових машинах. Тепер коливальний рух балансира Ватт вже не міг перетворювати в обертовий без порушення чужих прав. Щоб обійти патент Вайсберга і Піккара, Ватт та Болтон спочатку отримують патент на зв'язок поршня з валом за допомогою шестеренчастого передавача (патент № 1306), що став прообразом планетарного редуктора (1781), потім на пристрій, що описується в технічній літературі як «механізм Ватта» (1784). Коли термін дії патенту Вайсберга і Піккара минув, Ватт і Болтон знову стали застосовувати корбовий передавач.
Після того як стали зрозумілі всі переваги нової машини, з'явилося безліч підробок, найчастіше досить низької якості. Дохід від продажів міг бути дуже великим, і тому всякий, хто мав хоч якесь уявлення, навіть дуже мале, про машину Ватта, намагався зробити її самостійно, щоб заробити. Ватт і Болтон були змушені розпочати боротьбу з підробками, бо це псувало репутацію їхньої фірми. Крім того, частина підроблених машин була просто небезпечна в експлуатації. Судові розгляди забирали багато часу, витрати досягали значних, проте всі справи Ватту і Болтону вдалося виграти і захистити свої права.

## Відзнаки та вшанування пам'яті
У 1784 році Ватта було обрано членом Королівського товариства Единбурга. У 1787 році його було обрано членом філософського товариства (англ. Batavian Society for Experimental Philosophy) у Роттердамі. У 1806 році він став почесним доктором права університету Глазго. У 1814 році Французька академія обрала його членом-кореспондентом.
Як одиницю потужності Джеймс Ватт у свій час запропонував «кінську силу». У 1882 році Британська асоціація інженерів вирішила назвати його іменем одиницю потужності у системі SI — ват. Це був перший в історії техніки випадок присвоєння власного імені одиниці вимірювання. Згідно з Українським правописом 2019 року, приголосні у власних назвах зазвичай подвоюються, а в загальних ні, і через це утворюється невідповідність прізвища й одиниці вимірювання: Ватт — ват.
За декілька років до смерті англійський уряд вирішив відзначити Ватта за заслуги перед батьківщиною баронським титулом, проте він відхилив цю пропозицію. Був членом Місячного товариства — неофіційного вченого товариства видатних діячів британського Просвітництва, що об'єднувало промисловців, натурфілософів і інтелігенцію, засідання якої проводилися між 1765 і 1813 роками в Бірмінгемі.
На честь Джеймса Ватта названо кратер Ватт на видимому боці Місяця (1935) і астероїд 5961 Ватт.
29 травня 2009 року Банк Англії оголосив про випуск і випустив в обіг банкноти у 50 £ із зображенням Ватта і Бултона.

## Патенти
Дж. Ватт був одноосібним автором шести патентів:
- Patent 913 A method of lessening the consumption of steam in steam engines-the separate condenser. The specification was accepted on 5 January 1769; enrolled on 29 April 1769, and extended to June 1800 by an act of Parliament in 1775.
- Patent 1244 A new method of copying letters; The specification was accepted on 14 February 1780 and enrolled on 31 May 1780.
- Patent 1306 New methods to produce a continued rotation motion — sun and planet. The specification was accepted on 25 October 1781 and enrolled on 23 February 1782.
- Patent 1321 New improvements upon steam engines — expansive and double acting. The specification was accepted on 14 March 1782 and enrolled on 4 July 1782.
- Patent 1432 New improvements upon steam engines — three bar motion and steam carriage. The specification was accepted on 28 April 1782 and enrolled on 25 August 1782.
- Patent 1485 Newly improved methods of constructing furnaces. The specification was accepted on 14 June 1785 and enrolled on 9 July 1785.

## Вислови про Джеймса Ватта
- Т. Шевченко:

| „Великий Фултон! І великий Ватт! Ваше молоде, не щоднини, а щогодини зростаюче дитя невдовзі поглине батоги, престоли і корони...” |

## Галерея

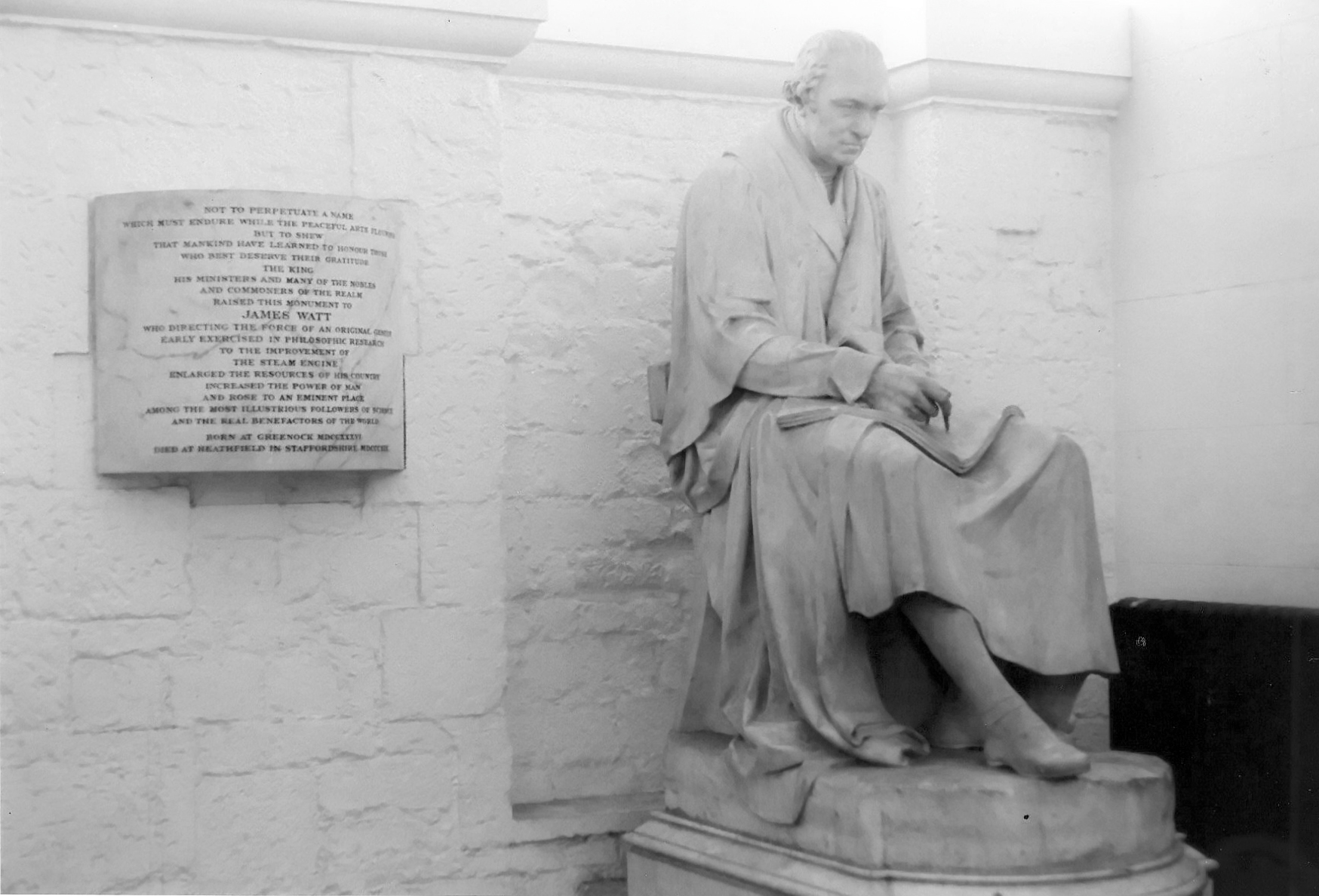
Пам'ятник Дж. Ватту роботи Ф. Чантрі (Francis Leggatt Chantrey) у Вестмінстерському абатстві
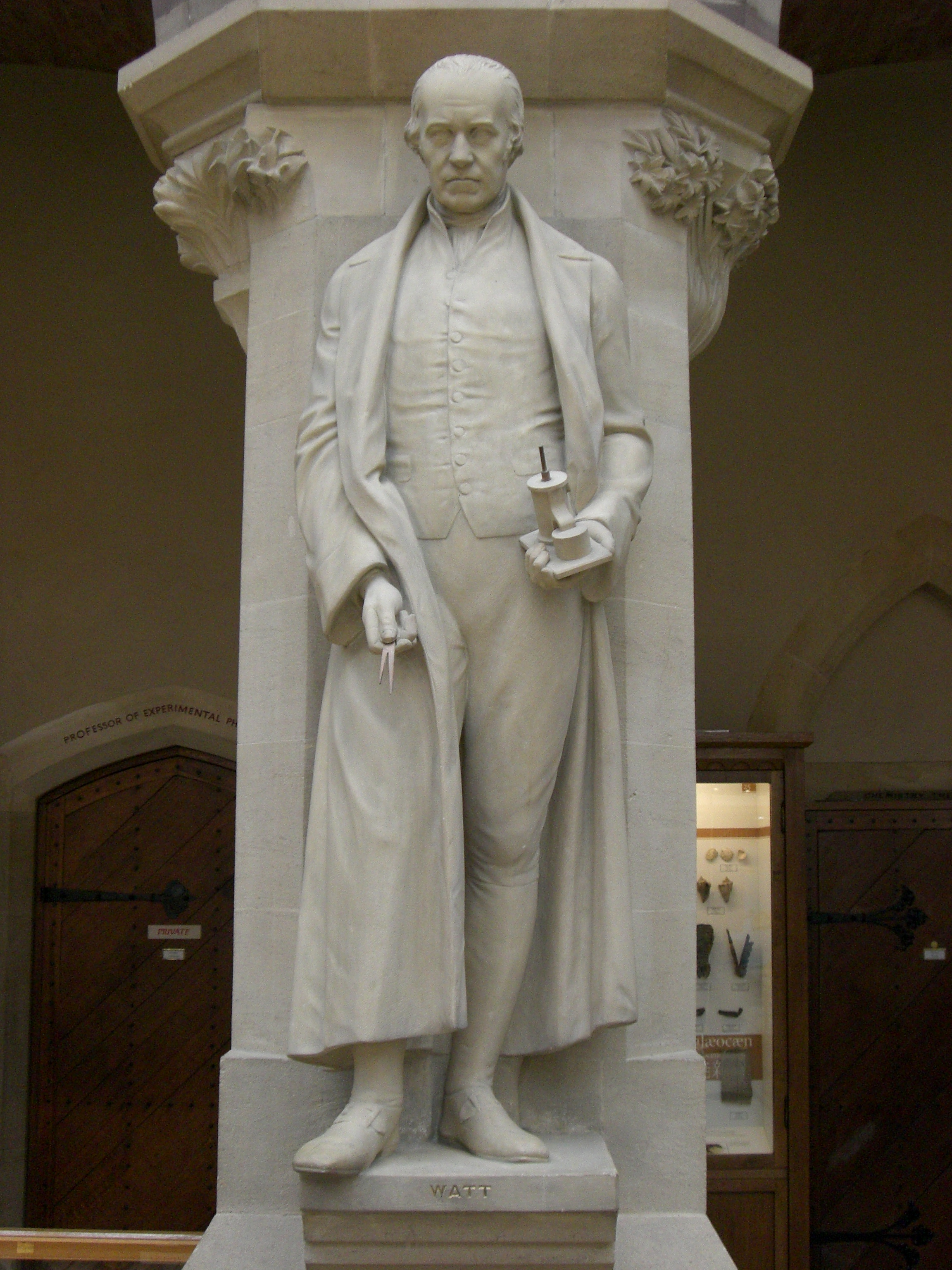
Пам'ятник Дж. Ватту в музеї Оксфордського університету
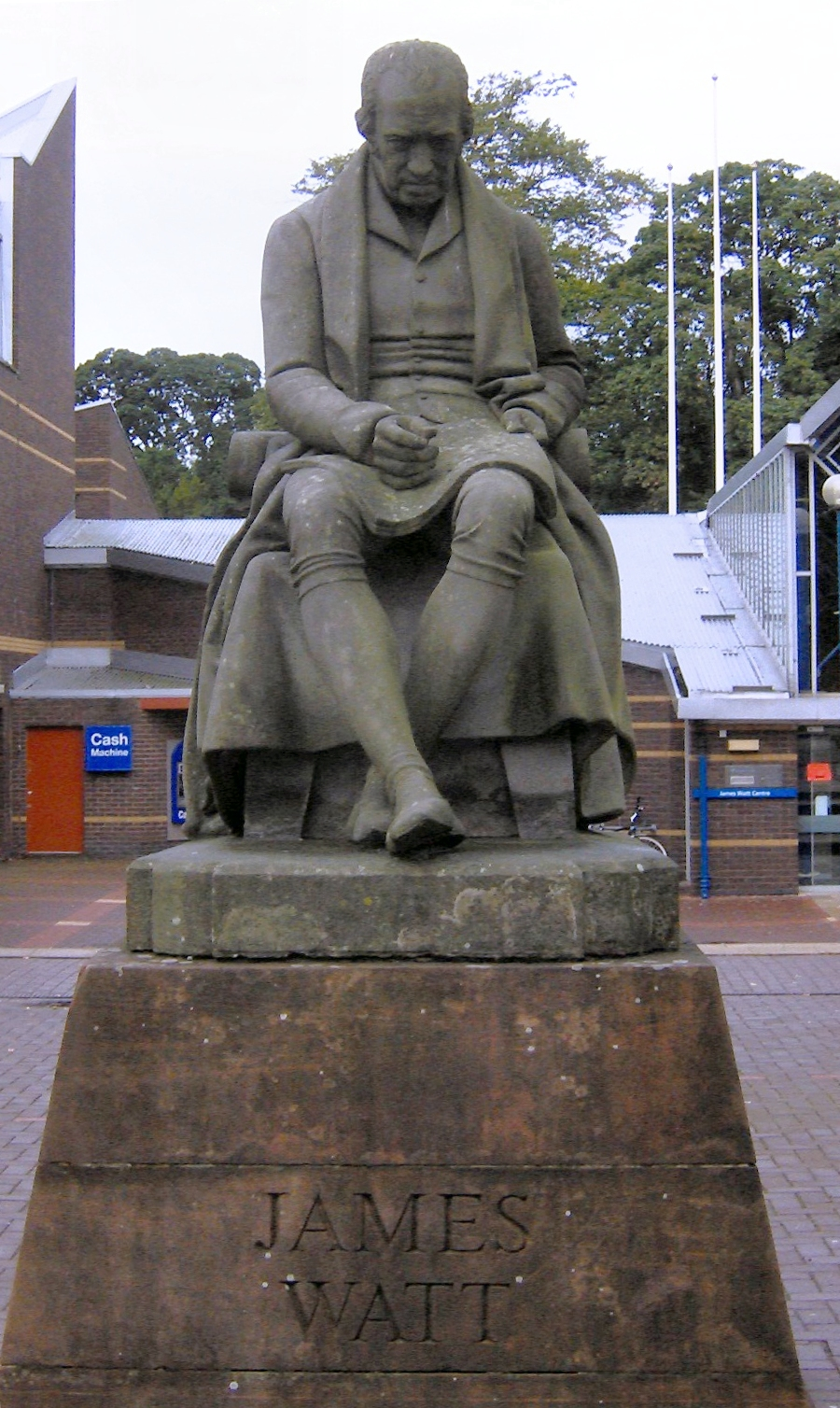
Пам'ятник Дж. Ватту в Університеті Геріот-Ватт в Единбурзі
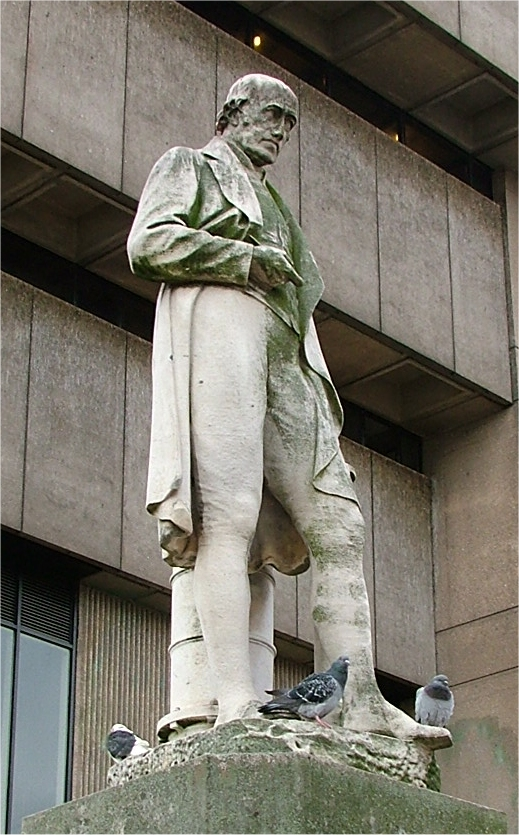
Пам'ятник Дж. Ватту в Бірмінгемі
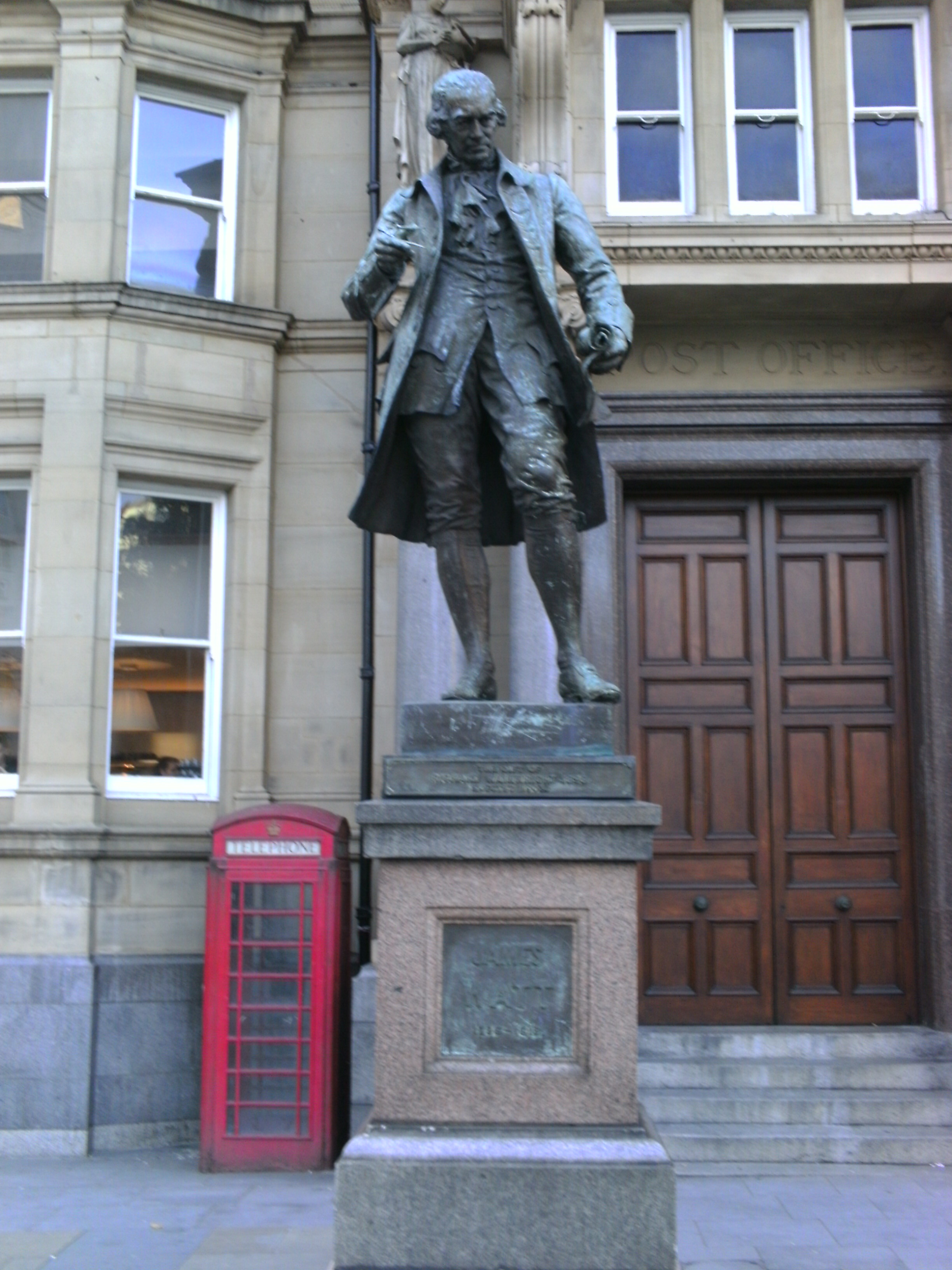
Пам'ятник Дж. Ватту на міській площі в Лідсі
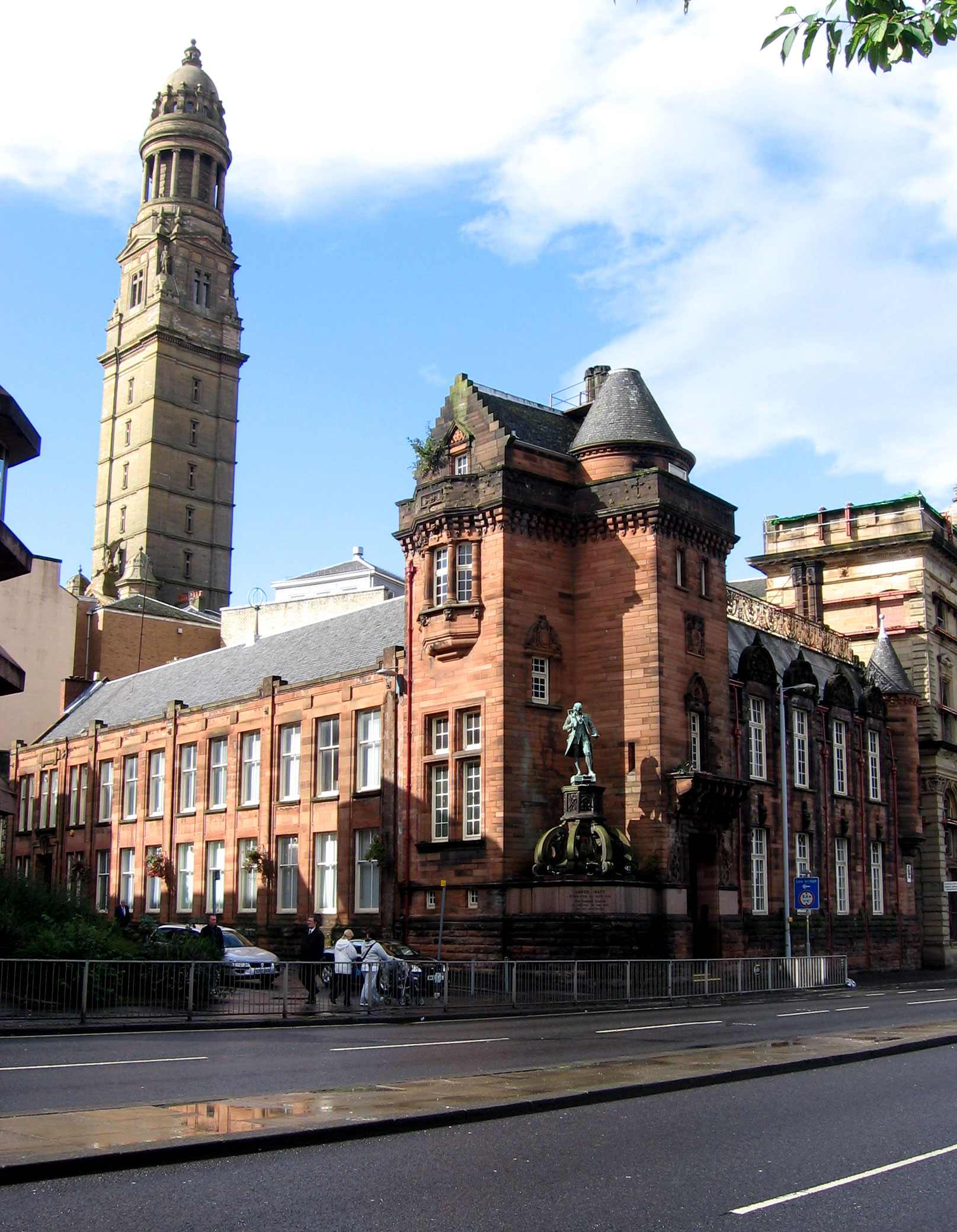
Коледж у Гріноку, що носить ім'я Джеймса Ватта (англ. James Watt College)